# Poliopastea misitra
Poliopastea misitra är en fjärilsart som beskrevs av William Schaus 1889. Poliopastea misitra ingår i släktet Poliopastea och familjen björnspinnare. Inga underarter finns listade i Catalogue of Life.